# Freeport (Kansas)
Freeport – miasto w Stanach Zjednoczonych, w stanie Kansas, w hrabstwie Harper.